# Avelanoso
Avelanoso is een plaats (freguesia) in de Portugese gemeente Vimioso en telt 204 inwoners (2001).